# Hersilia moheliensis
Espèce
Hersilia moheliensis est une espèce d'araignées aranéomorphes de la famille des Hersiliidae.

## Distribution
Cette espèce se rencontre aux Comores à Mohéli et à Madagascar vers Matsedroy,.

## Description
Le mâle holotype mesure 6,38 mm.
La femelle décrite par Escobar-Toledo et Pett en 2023 mesure 8,50 mm

## Systématique et taxinomie
Cette espèce a été décrite par Foord et Dippenaar-Schoeman en 2006.

## Étymologie
Son nom d'espèce, composé de moheli et du suffixe latin -ensis, « qui vit dans, qui habite », lui a été donné en référence au lieu de sa découverte, Mohéli.

## Publication originale
- Foord & Dippenaar-Schoeman, 2006 : « A revision of the Afrotropical species of Hersilia Audouin (Araneae: Hersiliidae). » Zootaxa, no 1347, p. 1-92.